# Русские деньги
«Русские деньги» — российский фильм 2006 года режиссёра Игоря Масленникова, экранизация пьесы А. Н. Островского «Волки и овцы».
Первый фильм в кинотрилогии режиссёра «по Островскому»: «Русские деньги», «Взятки гладки» и «Банкрот».

## Сюжет
Меропия Мурзавецкая — хозяйка большого поместья, которое вот-вот обанкротится. Однако и хозяйство, и своё окружение она держит в ежовых рукавицах, обладает жёстким характером и не терпит подхалимства. Единственным слабым местом помещицы является её племянник Аполлон, которого все ласково зовут Аполлошей. Он ведёт разгульный образ жизни, пьёт. Его выгоняют с военной службы. Меропия решает поправить дела нерадивого племянника, устроив его женитьбу на соседке, молодой вдове Евлампии Купавиной. Для осуществления задуманного ей приходится пойти на ряд некрасивых поступков, подлогов и лжи. Неожиданно появляется давний ухажер Купавиной, Беркутов. Вся затея Мурзавецкой под вопросом.

## В ролях
| Актёр           | Роль                                    |
| --------------- | --------------------------------------- |
| Зоя Буряк       | Евлампия Купавина                       |
| Лидия Вележева  | Глафира Алексеевна                      |
| Юрий Гальцев    | Лыняев                                  |
| Алексей Гуськов | Василий Беркутов                        |
| Алла Демидова   | Меропия Мурзавецкая                     |
| Оскар Кучера    | Аполлон Мурзавецкий                     |
| Леонид Мозговой | Вукол Наумыч Чугунов                    |
| Нина Ургант     | Анфиса Тихоновна                        |
| Лев Елисеев     | Павлин Савельевич, мажордом Мурзавецкой |

## Съёмки
Некоторые сцены снимались в имении Островского в Щелыкове.

## Критика
Рецензенты — как столичные так и провинциальные — отмечали, что фильм, при всех его достоинствах, снят в театральной манере, что оценивалось по-разному:

Режиссёр намеренно не использует современный киноязык, но зритель постепенно втягивается в сюжет и адаптируется к стилю. — Почём «Русские деньги»? // Российская газета, № 0(4159), 1 сентября 2006

На имена Масленникова и Островского «клюнули» замечательные артисты. … Кто-то из актёров лучше справился с задачей, кто-то хуже, но не в них дело, а в режиссуре. Похоже, уважаемый Игорь Фёдорович оказался в плену великолепной — но театральной! — драматургии Островского, так называемая театральщина — очевидный грех этой ленты. В структуре фильма даже сама божественная природа, натура не помогает художественной выразительности, а выглядит чужеродно. Как если бы на театральную сцену вывели живых лошадей.— «Клюнули» на Островского. Неудачно // «Родная газета», № 13(149), 07 апреля 2006

## Фестивали и награды
- Приз читательского и зрительского жюри на фестивале «Литература и кино» в Гатчине.
- Приз «Большой янтарь» зрительского жюри на фестивале «Балтийские дебюты»